# Shake the Disease
Shake the Disease är en låt av den brittiska gruppen Depeche Mode. Det är gruppens trettonde singel och återfinns på samlingsalbumet The Singles 81→85. Singeln släpptes den 29 april 1985 och nådde som bäst 18:e plats på den brittiska singellistan.
Musikvideon regisserades av Peter Care.

## Utgåvor och låtförteckning
Alla låtar är komponerade av Martin Gore.

### 7": Mute / 7Bong8 (UK)
1. "Shake the Disease" – 4:48
2. "Flexible" – 3:11

### 7": Sire / 7-28835 (US)
1. "Shake the Disease (Fade)" – 3:59
2. "Flexible" – 3:11

### 12": Mute / 12Bong8 (UK)
1. "Shake the Disease (Remixed Extended Version)" – 8:43 (engineered by Flood)
2. "Flexible (Remixed Extended Version)" – 6:15 (engineered by Flood)

### 12": Mute / L12Bong8 (UK)
1. "Shake the Disease (Edit the Shake)" – 7:08
2. "Master and Servant (Live)" – 5:38
3. "Flexible (Pre-Deportation Mix)" – 4:40 (remixed by Bert Bevans)
4. "Something to Do (Metal Mix)" – 7:25 (remixed by Gareth Jones)

- "Master and Servant" spelades in live i Basel den 30 november 1984.

### CD: Mute / CDBong8 (UK)
1. "Shake the Disease" – 4:48
2. "Flexible" – 3:11
3. "Shake the Disease (Remixed Extended Version)" – 8:43
4. "Flexible (Remixed Extended Version)" – 6:15
5. "Shake the Disease (Edit the Shake)" – 7:11
6. "Something to Do (Metal Mix)" – 7:26

### CD: Intercord / INT 826.829 / CDL12Bong8 (Germany)
1. "Shake the Disease (Edit the Shake)" – 7:08
2. "Master and Servant (Live)" – 5:38
3. "Flexible (Pre-Deportation Mix)" – 4:40 (remixed by Bert Bevans)
4. "Something to Do (Metal Mix)" – 7:25 (remixed by Gareth Jones)

### CD: Virgin / 30135 (France)
1. "Shake the Disease (Edit the Shake)" – 7:08
2. "Master and Servant (Live)" – 5:38
3. "Flexible (Pre-Deportation Mix)" – 4:40 (remixed by Bert Bevans)
4. "Something to Do (Metal Mix)" – 7:25 (remixed by Gareth Jones)
5. "Shake the Disease" (7" mix) – 4:48